# Menipea zelandica
Menipea zelandica är en mossdjursart som beskrevs av Roxanne Irene Hastings 1943. Menipea zelandica ingår i släktet Menipea och familjen Candidae. Inga underarter finns listade i Catalogue of Life.